# Cilaku (Tenjo)
Cilaku is een bestuurslaag in het regentschap Bogor van de provincie West-Java, Indonesië. Cilaku telt 6962 inwoners (volkstelling 2010).